# Mine de charbon du Sud Nivernais
 (décembre 2014).
Si vous disposez d'ouvrages ou d'articles de référence ou si vous connaissez des sites web de qualité traitant du thème abordé ici, merci de compléter l'article en donnant les références utiles à sa vérifiabilité et en les liant à la section « Notes et références ».

Localisation du gisement sur la carte des bassins houillers français.

La Mine de charbon du Sud Nivernais est un ancien projet d'exploitation du gisement de houille le plus important d'Europe[Information douteuse], situé dans le sud de la Nièvre. Ce charbon devait alimenter une centrale thermique qui aurait été construite pour produire de l'électricité. Ce projet a donné lieu à une forte opposition pour ses conséquences environnementales éventuelles, tant locales que sur le plan climatique, alors que ses partisans avançaient qu'une reprise de l'exploitation charbonnière permettrait un redémarrage de l'industrie nationale et la création de nombreux emplois, sans compter d'autres effets positifs sur la croissance économique. Il a été officiellement arrêté en 2009.

## Situation

Carte des gisements houillers de la Nièvre.
Decize-La Machine
Sud-Nivernais

Le gisement est situé entre les communes de Cossaye et de Lucenay-lès-Aix, à une quinzaine de kilomètres des anciennes houillères de Decize (fermées en 1975), dans le sud du département de la Nièvre en région Bourgogne.

## Géologie
Son existence a été rendue publique en 1986 par le Bureau de recherches géologiques et minières (BRGM) après 5 ans de recherches. Situé à 600 mètres de profondeur, sont épaisseur varie de 5 à 80 mètres d'épaisseur.
Selon les prévisions de la Société d'exploitation des ressources énergétiques du Nivernais (Seren), créée pour valoriser ce gisement, la quantité de charbon que l'on pourrait extraire serait de 67 millions de tonnes en 35 ans, ce qui représente le gisement le plus important d'Europe. Le volume de terre à déplacer serait de 16 millions de m3.

## Projet
L'exploitation de ce filon s’accompagnerait d’une centrale thermique qui produirait 1 000 mégawatts d’électricité par an en utilisant deux millions de tonnes de charbon — équivalent, selon certains, à l'augmentation en consommation énergétique de la France dans les années à venir.
L'exploitation du gisement se ferait par une mine à ciel ouvert et serait le prélude à la réexploitation d'autres gisements de charbon en France, selon les élus communistes de la Nièvre et de diverses associations de protection du patrimoine minier ou industriel, qui soutiennent le projet. L'investissement serait d'environ 1,4 milliard d'euros et le site créerait de 300 à 400 emplois selon les estimations.

## Opposition au projet
Une forte opposition au projet s'est peu à peu mise en place dans les communes concernées par la future mine. Elle s'est réunie autour de l'Association de Défense du Sud Nivernais (ADSN).
Face à la montée de la contestation locale, les élus locaux ont demandé qu'un débat public soit organisé. Le jeudi 20 août 2006, dans une lettre ouverte au préfet de la Nièvre, trois élus nivernais : Marcel Charmant, président du conseil général de la Nièvre, Guy Hourcabie, conseiller général du canton de Dornes et le député Christian Paul, demandent que la population du département soit rapidement informée.
Selon André Meunier, maire de Cossaye, « une petite majorité » de ses 800 administrés sont « opposés » à la mine. Les habitants soutiennent le projet, mais s'inquiètent de l'éventualité de la pollution et souhaitent savoir précisément le nombre d'emplois qui pourraient être créés pour eux.
Selon ses opposants, le projet est beaucoup trop polluant ; l’investissement total s’élevant à 1,4 milliard d’Euros pourrait être consacré au développement d’énergies propres. De plus, selon eux, la région n'y gagnerait pas en matière d'emplois car la pollution générée par la nouvelle centrale freinera le tourisme et stoppera les activités agricoles des alentours.
Enfin, un site classé Natura 2000 situé à proximité du futur site d’exploitation est menacé par le projet.
Le 23 août 2006, Jean-François Hénin annonce un délai supplémentaire au sujet du lancement du projet. Le 4 septembre, la préfecture de la Nièvre annonce que l'exploitation de la mine de charbon a été jugée recevable et que les avis de mise en concurrence et d'enquête publique doivent être publiés rapidement au Journal officiel. Le périmètre de la concession initialement de 66 km2, a été réduit, après consultation publique, à 24,3 km2.  
Le 23 septembre 2006, Serge Lepeltier, ancien ministre de l'Écologie et du Développement durable, est venu soutenir l'association lors d'une réunion. Il a déclaré vouloir aider l'ADSN dans son combat car ce projet est « en totale contradiction » avec la politique énergétique de la France et de sa signature au protocole de Kyoto.
« Un tel projet serait effectivement en totale contradiction avec la politique énergétique menée par la France. Je rappelle que le charbon est l'énergie qui contribue le plus aux changements climatiques. Le charbon propre ça n'existe pas ! Même si des recherches sont actuellement en cours, il n'est pas possible de séquestrer aujourd'hui la totalité du CO2. La France ne peut pas, d'un côté, avoir signé le protocole de Kyoto et, de l'autre, dire « oui au charbon ». » (Serge Lepeltier, ancien ministre de l'Écologie et du Développement durable et maire de Bourges).
Nelly Olin s'est prononcée contre le projet minier le 5 octobre 2006, le jugeant "beaucoup trop polluant". Plusieurs autres personnalités politiques se sont prononcés dans le même sens, notamment Albert Jacquard, Roselyne Bachelot-Narquin, Ségolène Royal, Corinne Lepage et Dominique Voynet.
Selon le magazine L'Écologiste, l'État français est indirectement actionnaire de la Seren, société chargée d'exploiter la mine de charbon. Il est donc, selon le magazine, en très forte contradiction avec ses promesses de réduction de la pollution et de respect du protocole de Kyoto.
Le projet a été suspendu en décembre 2007 par le ministre Jean-Louis Borloo durant les travaux du Grenelle de l’environnement. Il a été arrêté le 14 décembre 2009.